# Liste des courses de groupe en France (plat)
Les courses de groupe sont les courses du plus haut niveau dans les courses hippiques de plat. Le classement est établi par la Fédération internationale ds autorités hippiques. Voici le classement à jour  au 1er mai 2025

## Groupe I
| Mois           | Nom                           | Hippodrome  | Distance | Conditions (sexe et âge)   | Allocations |
| Avril / Mai    | Prix Ganay                    | Longchamp   | 2 100    | 4 ans et plus              | 300 000 €   |
| Mai            | Poule d'Essai des Pouliches   | Longchamp   | 1 600    | Pouliches de 3 ans         | 550 000 €   |
| Mai            | Poule d'Essai des Poulains    | Longchamp   | 1 600    | Poulains de 3 ans          | 650 000 €   |
| Mai            | Prix d'Ispahan                | Longchamp   | 1 850    | 4 ans et plus              | 250 000 €   |
| Mai            | Prix Vicomtesse Vigier        | Longchamp   | 3 100    | 4 ans et plus              | 400 000 €   |
| Juin           | Prix du Jockey Club           | Chantilly   | 2 100    | 3 ans                      | 1 500 000 € |
| Juin           | Prix de Diane                 | Chantilly   | 2 100    | Pouliches de 3 ans         | 1 000 000 € |
| Juin / Juillet | Grand Prix de Saint-Cloud     | Saint-Cloud | 2 400    | 4 ans et plus              | 400 000 €   |
| Juin / Juillet | Prix Jean Prat                | Deauville   | 1 400    | 3 ans                      | 400 000 €   |
| Juillet        | Grand Prix de Paris           | Longchamp   | 2 400    | 3 ans                      | 600 000 €   |
| Juillet / Août | Prix Rothschild               | Deauville   | 1 600    | Pouliches de 3 ans et plus | 300 000 €   |
| Août           | Prix Maurice de Gheest        | Deauville   | 1 300    | 3 ans et plus              | 380 000 €   |
| Août           | Prix Jacques Le Marois        | Deauville   | 1 600    | 3 ans et plus              | 1 000 000 € |
| Août           | Prix Morny                    | Deauville   | 1 200    | 2 ans                      | 350 000 €   |
| Août           | Prix Jean Romanet             | Deauville   | 2 000    | Juments 4 ans et plus      | 400 000 €   |
| Septembre      | Prix du Moulin de Longchamp   | Longchamp   | 1 600    | 3 ans et plus              | 850 000 €   |
| Septembre      | Prix Vermeille                | Longchamp   | 2 400    | Pouliches de 3 ans et plus | 600 000 €   |
| Octobre        | Prix du Cadran                | Longchamp   | 4 000    | 4 ans et plus              | 300 000 €   |
| Octobre        | Prix de la Forêt              | Longchamp   | 1 400    | 3 ans et plus              | 350 000 €   |
| Octobre        | Prix de l'Abbaye de Longchamp | Longchamp   | 1 000    | 2 ans et plus              | 350 000 €   |
| Octobre        | Prix de l'Opéra               | Longchamp   | 2 000    | Pouliches de 3 ans et plus | 500 000 €   |
| Octobre        | Prix de Royallieu             | Longchamp   | 2 500    | Pouliches de 3 ans et plus | 300 000 €   |
| Octobre        | Prix Marcel Boussac           | Longchamp   | 1 600    | Pouliches de 2 ans         | 400 000 €   |
| Octobre        | Prix Jean-Luc Lagardère       | Longchamp   | 1 400    | 2 ans                      | 400 000 €   |
| Octobre        | Prix de l'Arc de Triomphe     | Longchamp   | 2 400    | 3 ans et plus              | 5 000 000 € |
| Octobre        | Prix Royal-Oak                | Longchamp   | 3 100    | 3 ans et plus              | 350 000 €   |
| Oct. / Nov.    | Critérium International       | Longchamp   | 1 400    | 2 ans                      | 250 000 €   |
| Oct. / Nov.    | Critérium de Saint-Cloud      | Saint-Cloud | 2 000    | 2 ans                      | 250 000 €   |

## Groupe II
| Mois           | Nom                           | Hippodrome  | Distance | Conditions (sexe et âge)   | Allocations |
| Mars / Avril   | Prix d'Harcourt               | Longchamp   | 2 000    | 4 ans et plus              | 130 000 €   |
| Mai            | Prix du Muguet                | Saint-Cloud | 1 600    | 4 ans et plus              | 130 000 €   |
| Mai            | Prix Saint-Alary*             | Longchamp   | 2 000    | Pouliches de 3 ans         | 130 000 €   |
| Mai / Juin     | Prix Corrida                  | Saint-Cloud | 2 100    | Juments de 4 ans et plus   | 130 000 €   |
| Mai / Juin     | Prix de Sandringham           | Chantilly   | 1 600    | Pouliches de 3 ans         | 130 000 €   |
| Juin           | Grand Prix de Chantilly       | Chantilly   | 2 400    | 4 ans et plus              | 130 000 €   |
| Juin / Juillet | Prix de Malleret              | Saint-Cloud | 2 400    | Pouliches de 3 ans         | 130 000 €   |
| Juillet        | Prix Maurice de Nieuil        | Longchamp   | 2.800    | 4 ans et plus              | 130 000 €   |
| Juillet        | Prix Robert Papin             | Chantilly   | 1 100    | 2 ans                      | 130 000 €   |
| Juillet        | Prix Eugène Adam              | Saint-Cloud | 2 000    | 3 ans                      | 130 000 €   |
| Août           | Prix de Pomone                | Deauville   | 2 500    | Pouliches de 3 ans et plus | 130 000 €   |
| Août           | Prix Guillaume d'Ornano       | Deauville   | 2 000    | 3 ans                      | 130 000 €   |
| Août           | Prix du Calvados              | Deauville   | 1400     | Pouliches de 2 ans         | 130 000 €   |
| Août           | Prix Kergorlay                | Deauville   | 3 000    | 3 ans et plus              | 130 000 €   |
| Août           | Prix de la Nonette            | Deauville   | 2 000    | Pouliches de 3 ans         |             |
| Août           | Grand Prix de Deauville       | Deauville   | 2 500    | 3 ans et plus              | 200 000 €   |
| Septembre      | Prix Niel                     | Longchamp   | 2 400    | 3 ans                      | 130 000 €   |
| Septembre      | Prix Foy                      | Longchamp   | 2 400    | 4 ans et plus              | 130 000 €   |
| Sept. / Oct.   | Prix Chaudenay                | Longchamp   | 3 000    | 3 ans                      | 200 000 €   |
| Sept. / Oct.   | Prix Daniel Wildenstein       | Longchamp   | 1 600    | 3 ans et plus              | 200 000 €   |
| Sept. / Oct.   | Prix Dollar                   | Longchamp   | 1 950    | 3 ans et plus              | 200 000 €   |
| Octobre        | Prix du Conseil de Paris      | Longchamp   | 2 400    | 3 ans et plus              | 130 000 €   |
| Oct. / Nov.    | Critérium de Maisons-Laffitte | Chantilly   | 1 200    | 2 ans                      | 190 000 €   |

* retrogradée du groupe I au groupe II en 2025

## Groupe III
| Mois           | Nom                       | Hippodrome  | Distance | Conditions (sexe et âge)       | Allocations |
| Mars           | Prix Exbury               | Saint-Cloud | 2 000    | 4 ans et plus                  | 80 000 €    |
| Mars / Avril   | Prix Edmond Blanc         | Saint-Cloud | 1 600    | 4 ans et plus                  | 80 000 €    |
| Avril          | Prix Penelope             | Saint-Cloud | 2 100    | Pouliches de 3 ans             | 80 000 €    |
| Avril          | Prix Djebel               | Deauville   | 1 400    | Poulains de 3 ans              | 80 000 €    |
| Avril          | Prix Imprudence           | Deauville   | 1 400    | Pouliches de 3 ans             | 80 000 €    |
| Avril          | Prix de la Grotte         | Longchamp   | 1 600    | Pouliches de 3 ans             | 80 000 €    |
| Avril          | Prix de Fontainebleau     | Longchamp   | 1 600    | Poulains de 3 ans              | 80 000 €    |
| Avril          | Prix Noailles             | Longchamp   | 2 100    | Poulains et pouliches de 3 ans | 80 000 €    |
| Avril          | Prix Sigy                 | Chantilly   | 1100     | Poulains de 3 ans              | 80 000 €    |
| Avril / Mai    | Prix La Force             | Longchamp   | 2 000    | 3 ans                          | 80 000 €    |
| Avril / Mai    | Prix de Barbeville        | Longchamp   | 3 100    | 4 ans et plus                  | 80 000 €    |
| Avril / Mai    | Prix d'Hédouville         | Longchamp   | 2 400    | 4 ans et plus                  | 80 000 €    |
| Avril / Mai    | Prix Vanteaux             | Longchamp   | 1 850    | Pouliches de 3 ans             | 80 000 €    |
| Mai            | Prix Allez France         | Chantilly   | 2 000    | Juments de 4 ans et plus       | 80 000 €    |
| Mai            | Prix Cléopâtre            | Saint-Cloud | 2 100    | Pouliches de 3 ans             | 80 000 €    |
| Mai            | Prix de Guiche            | Chantilly   | 1 800    | Poulains de 3 ans              | 80 000 €    |
| Mai            | Prix Hocquart**           | Longchamp   | 2 200    | 3 ans                          | 80 000 €    |
| Mai            | Prix Greffulhe**          | Saint-Cloud | 2 000    | 3 ans                          | 80 000 €    |
| Mai            | Prix de Saint-Georges     | Longchamp   | 1 000    | 3 ans et plus                  | 80 000 €    |
| Mai            | Prix Texanita             | Chantilly   | 1 400    | 3 ans et plus                  | 80 000 €    |
| Mai / Juin     | Prix du Gros-Chêne**      | Chantilly   | 1 000    | 3 ans et plus                  | 80 000 €    |
| Mai / Juin     | Prix du Palais Royal      | Longchamp   | 1 400    | 3 ans et plus                  | 150 000 €   |
| Mai / Juin     | Prix de Royaumont         | Chantilly   | 2 400    | Pouliches de 3 ans             | 80 000 €    |
| Juin           | Prix Bertrand du Breuil   | Chantilly   | 1 600    | 4 ans et plus                  | 80 000 €    |
| Juin           | Prix Paul de Moussac      | Chantilly   | 1 600    | Poulains de 3 ans              | 80 000 €    |
| Juin           | La Coupe                  | Longchamp   | 2 000    | 4 ans et plus                  | 80 000 €    |
| Juin           | Prix du Lys               | Longchamp   | 2 400    | Poulains de 3 ans              | 80 000 €    |
| Juin           | Prix de la Porte Maillot  | Longchamp   | 1 400    | 3 ans et plus                  | 80 000 €    |
| Juin / Juillet | Prix du Bois              | Chantilly   | 1 000    | 2 ans                          | 80 000 €    |
| Juin / Juillet | Prix Chloé                | Chantilly   | 1 800    | Pouliches de 3 ans             | 80 000 €    |
| Juillet        | Prix de Ris-Orangis       | Deauville   | 1 200    | 3 ans et plus                  | 80 000 €    |
| Juillet        | Grand Prix de Vichy       | Vichy       | 2 000    | 3 ans et plus                  | 80 000 €    |
| Juillet        | Prix Messidor             | Chantilly   | 1 600    | 3 ans et plus                  | 80 000 €    |
| Juillet / Août | Prix de Cabourg           | Deauville   | 1 200    | 2 ans                          | 80 000 €    |
| Juillet / Août | Prix de Psyché            | Deauville   | 2 000    | Pouliches de 3 ans             | 80 000 €    |
| Août           | Prix Daphnis              | Longchamp   | 1 800    | Poulains de 3 ans              | 80 000 €    |
| Août           | Prix Six Perfections      | Deauville   | 1 400    | Pouliches de 2 ans             | 80 000 €    |
| Août           | Prix de Reux              | Deauville   | 2 500    | 3 ans et plus                  | 80 000 €    |
| Août           | Prix de Lieurey           | Deauville   | 1 600    | 3 ans                          | 80 000 €    |
| Août           | Prix Gontaut-Biron        | Deauville   | 2 000    | 4 ans et plus                  | 80 000 €    |
| Août           | Prix Lady O'Reilly        | Deauville   | 2 500    | Pouliches de 3 ans             | 80 000 €    |
| Août           | Prix de Meautry           | Deauville   | 1 200    | 3 ans et plus                  | 80 000 €    |
| Août           | Prix Quincey              | Deauville   | 1 600    | 3 ans et plus                  | 80 000 €    |
| Août           | Prix François Boutin      | Deauville   | 1 600    | Pouliches de 3 ans             | 80 000 €    |
| Septembre      | Prix d'Arenberg           | Chantilly   | 1 100    | 2 ans                          | 80 000 €    |
| Septembre      | Prix La Rochette          | Longchamp   | 1 400    | 2 ans                          | 80 000 €    |
| Septembre      | Prix du Pin               | Longchamp   | 1 400    | 3 ans et plus                  | 80 000 €    |
| Septembre      | Prix Gladiateur           | Longchamp   | 3 100    | 4 ans et plus                  | 80 000 €    |
| Septembre      | Prix des Chênes           | Longchamp   | 1 600    | Poulains de 2 ans              | 80 000 €    |
| Sept. / Oct.   | Prix Eclipse              | Chantilly   | 1 200    | 2 ans                          | 80 000 €    |
| Sept. / Oct.   | Prix Bertrand de Tarragon | Chantilly   | 1 800    | Pouliches de 3 ans et plus     | 80 000 €    |
| Octobre        | Prix de Condé             | Longchamp   | 1 800    | 2 ans                          | 80 000 €    |
| Octobre        | Prix des Réservoirs       | Deauville   | 1 600    | Pouliches de 2 ans             | 80 000 €    |
| Octobre        | Prix de Flore             | Saint-Cloud | 2 100    | Pouliches de 3 ans et plus     | 80 000 €    |
| Oct. / Nov.    | Prix Perth                | Saint-Cloud | 1 600    | 3 ans et plus                  | 80 000 €    |
| Oct. / Nov.    | Prix Belle de nuit        | Saint-Cloud | 2 800    | Pouliches de 3 ans et plus     | 80 000 €    |
| Oct. / Nov.    | Prix de Seine-et-Oise     | Saint-Cloud | 1 200    | 3 ans et plus                  | 80 000 €    |
| Oct. / Nov.    | Prix Miesque              | Saint-Cloud | 1 400    | Pouliches de 2 ans             | 80 000 €    |
| Novembre       | Prix Thomas Bryon         | Saint-Cloud | 1 600    | 2 ans                          | 80 000 €    |
| Novembre       | Prix Fille de l'Air       | Toulouse    | 2 100    | Pouliches de 3 ans et plus     | 80 000 €    |

** retrogradées du groupe II au groupe III en 2025

## Anciennes épreuves
| Dernière épreuve | Dernière catégorisation | Nom                    | Hippodrome  | Distance | Conditions (sexe et âge) |
| Mai 2004         | Groupe I                | Prix Lupin             | Longchamp   | 2 100    | 3 ans                    |
| Septembre 2000   | Groupe I                | Prix de la Salamandre  | Longchamp   | 1 400    | 2 ans                    |
| Mai 2003         | Groupe II               | Prix Jean-de-Chaudenay | Saint-Cloud | 2 400    | 4 ans et plus            |
| Juillet 2003     | Groupe III              | Prix Berteux           | Deauville   | 3 000    | 3 ans                    |
| Novembre 2000    | Groupe III              | Prix Saint-Roman       | Saint-Cloud | 1 600    | Pouliches de 2 ans       |